# Dejan Rebernik
Dejan Rebernik, slovenski geograf in pedagog, * 1967.
Predava na Oddelku za geografijo Filozofske fakultete Univerze v Ljubljani.